# Trampen

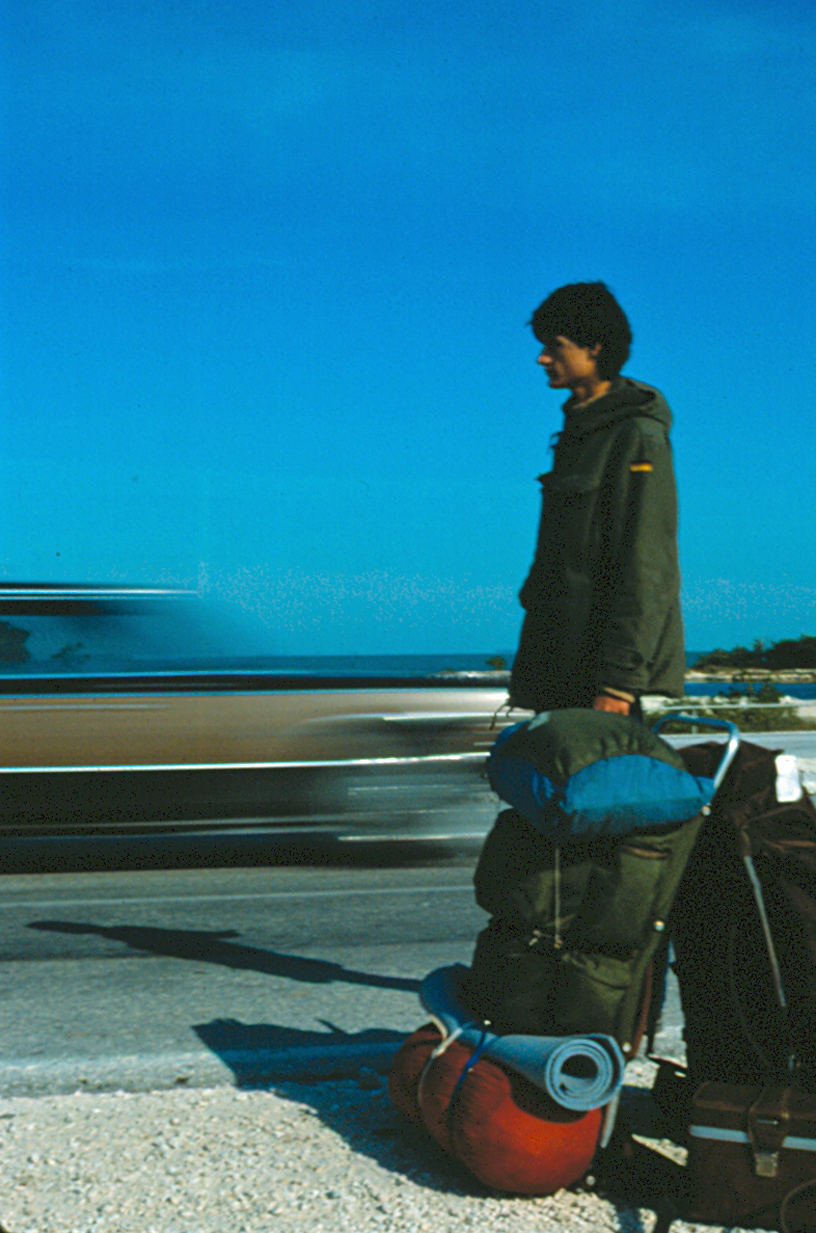
Tramper mit Alugestell-Rucksack an einer Schnellstraße (Florida Keys 1982)

Trampen, gelegentlich auch Autostopp oder per Anhalter fahren (englisch hitchhiking), ist die in der Regel kostenlose Mitreise in einem fremden Kraftfahrzeug. Die Mitfahrt selbst bezeichnet man u. a. als Lift (britisches Englisch) oder Ride (amerikanisches Englisch).
Die englische Sinnentsprechung zum deutschen trampen ist das Verb to hitchhike. Mit einem Tramp meint man auf Englisch eher einen Wanderarbeiter.

## Prinzip

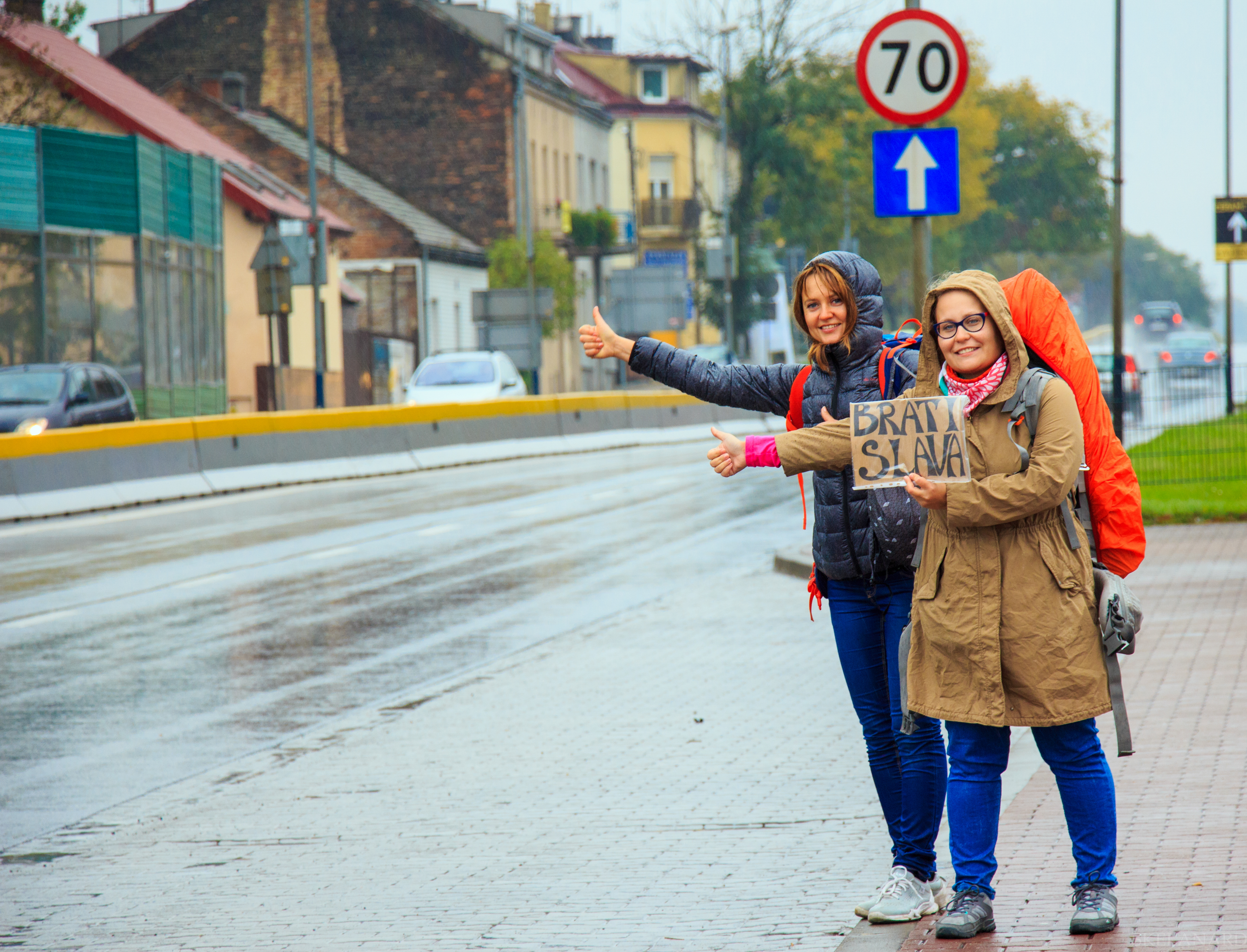
Anhalterinnen in Krakau (Polen)

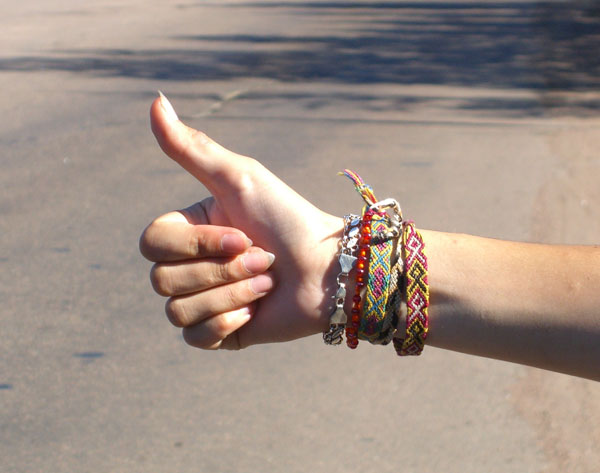
International bekannte Geste, um mitgenommen zu werden

Der Anhalter signalisiert seinen Mitfahrwunsch am Straßenrand in der Regel durch einen nach oben gestreckten Daumen. Oft werden vorbeifahrenden Kraftfahrzeugen auch beschriftete Schilder mit dem gewünschten Reiseziel entgegengehalten. Jedoch auch die Kraftfahrer können dem Tramper gewisse Informationen übermitteln; befindet sich der Tramper noch innerorts und deutet der Kraftfahrer mehrfach auf sein Lenkrad, so bedeutet das, dass er nicht aus dem Ort herausfährt. Eine weitere Möglichkeit für die Mitnahme ist es, die Fahrer der Kraftfahrzeuge bei passenden Gelegenheiten direkt anzusprechen; dies kann beispielsweise bei Tankstellen oder auf Autobahnraststätten erfolgen. In den Niederlanden gibt es spezielle, durch Schilder ausgewiesene Stellen für Tramper, die Liftershalte, die mit einer Haltebucht versehen sind und so problemloses Halten ermöglichen.
Neben dem Trampen per Auto hat auch das Schiffstrampen eine gewisse Verbreitung gefunden.
Vereinzelt ist auch das Trampen per Flugzeug möglich.

### Umweltfreundliches Reisen

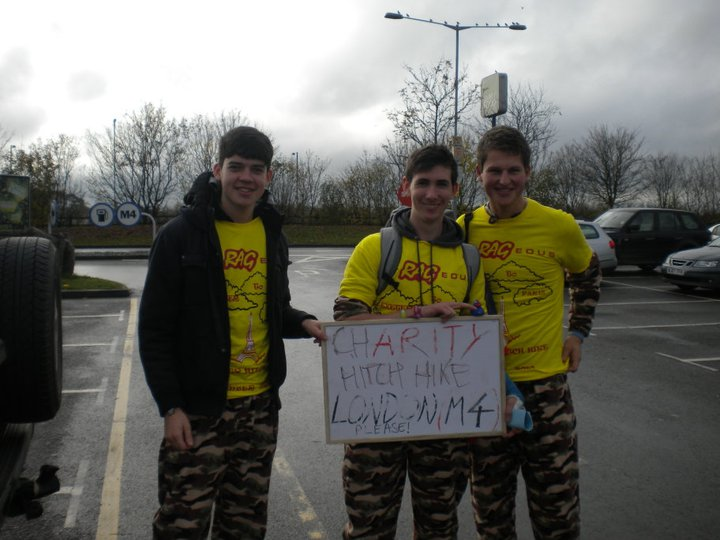
Wohltätigkeits-Trampen im November 2010 in England

Da das Fahren per Anhalter nur geringfügig zusätzliche Abgase erzeugt, ist diese Form des Reisens sehr umweltfreundlich. Durch das Trampen werden vorhandene Kapazitäten besser genutzt. Wenn in allen Autos alle Sitzplätze gefüllt wären, dann wäre die Zahl der Autos auf den Straßen deutlich geringer. Die Fahrzeuge, die genutzt werden, fahren in der Regel ohnehin. Somit entstehen durch das zusätzliche Gewicht des Trampers und seines Gepäcks nur wenig weitere Schadstoffe und Treibhausgase.

### Sicherheit
Es gibt nur wenige Studien, in denen die Sicherheit des Trampens geprüft wurde. Eine Untersuchung der California Highway Patrol aus dem Jahre 1974 konnte kein höheres Risiko für Anhalter feststellen, Opfer eines Verbrechens zu werden. Eine Studie des Bundeskriminalamts Wiesbaden stellte 1989 fest, dass das tatsächliche Risiko beim Trampen niedriger als allgemein vermutet sei. Die Autoren der Studie rieten daher nicht grundsätzlich vom Trampen ab. Zwar komme es, laut einer Studie zum „Kurztrampen“, in manchen Fällen gegenüber Frauen zu anzüglichen Äußerungen und „dummen Sprüchen“, diesen seien sie jedoch auch im Alltag ausgesetzt. Gewalttaten seien sehr selten. Allerdings kam es seit dieser Zeit zu mehrfachen, medial weit rezipierten Kriminal- und Mordfällen, denen Tramper zum Opfer fielen, sodass die Polizei insgesamt Trampen als für nicht empfehlenswert erachtet.
Umgekehrt gehen aber auch Autofahrer, die Tramper mitnehmen, ein Risiko ein. Auch Straftäter fahren mal per Anhalter und können die Gelegenheit zum Raub oder zu einem anderen Verbrechen ausnutzen. Im Gegensatz zum Fahrzeug tragen sie kein Kennzeichen und sind somit schwieriger zu ermitteln.

## Geschichte

Zwei Jungen beim innerstädtischen Trampen in Kalifornien 1940

In Deutschland war das Trampen bereits in den 1920er Jahren in der bündischen Jugend als billige Anreise zu Fahrten beliebt. Auch die Bezeichnung Trampen war damals bereits bekannt. So schrieb und komponierte Werner Helwig, Mitglied des Nerother Wandervogels, 1929 das viel gesungene Lied Trampen wir durch Land. Zudem publizierte Helwig 1930 in der Berliner Zeitschrift Der Querschnitt ein Gedicht unter dem Titel Automoral oder die Geistesverhärtung, das eine Art Typologie des angemessenen Trampverhaltens nach Automarken darstellt. Ein Beispiel:
„Im Ford empfiehlt es sich, ein Sportgesicht zu zeigen,

die Rennmaschine prägt von selbst die Züge,

im schlechten Wagen ist es gut zu grinsen,

schelmisch, wie auf verbotnem Weg ertappt,

sehr edlen Wagen doch geziemet Schwermut,

gelassne Müdigkeit, verhaltenes Interesse.“
In den USA wurde in der Mitte des 20. Jahrhunderts auch das illegale Aufspringen auf Güterzüge zur Überwindung großer Entfernungen als trampen („hitchhiking“) bezeichnet, wie es in dem 1957 von Jack Kerouac veröffentlichten und zum Kultbuch avancierten Roman On the Road geschildert wird.

Trampen per Zug in den USA 1940

Von den 1950er bis zu den 1970er Jahren war das Trampen in vielen Ländern als preisgünstige Möglichkeit des Reisens vor allem unter jungen Menschen weit verbreitet. Von der Beatnik- bis zur Hippie-Generation hatte das gewisse Abenteuer dieser Reiseform nicht selten einen Anteil an ihrer Attraktivität.
Die Zahl der Tramper an den Autobahnen und Fernstraßen scheint seitdem (insbesondere aber seit der zweiten Hälfte der 1990er Jahre) stark zurückgegangen zu sein, obwohl das Trampen zur Überwindung kurzer Strecken, wie beispielsweise von einem Dorf in die nächstgelegene Stadt, immer noch häufig genutzt wird.
Der Rückgang von Trampern in Deutschland ist auf eine höhere Verbreitung von Autos bei Heranwachsenden, die Einführung von Wochenendticket, Anrufsammeltaxis, Online-Mitfahrzentralen, Fernbuslinien und Billigairlines, aber auch den stärkeren Drang nach Sicherheit zurückzuführen. Dies schließt sowohl körperliche Unversehrtheit als auch die Gewissheit pünktlicher Ankunft mit ein.

In der DDR war das Trampen verbreitet und als normale Reiseform auch durch Soldaten der NVA angesehen. Auch die spätere Bundeskanzlerin Angela Merkel trampte im Sommer 1983 mit zwei Freunden durch den Süden der Sowjetunion und besuchte Georgien, Armenien und Aserbaidschan. Die s.g. Tramper-Bewegung der 1970er und 1980er Jahre war in der DDR vorrangig in der Blueser- oder Kundenszene verbreitet, um der Enge des Alltags zu entfliehen. Hier und in anderen Ostblockländern orientierten sich die Tramper an den Freiheitsidealen der Hippie-Bewegung und wurde von den Regierungen und Staatssicherheitsdiensten dieser Länder dementsprechend als oppositionell eingestuft, da sie nicht dem verordneten Kulturmuster entsprachen und häufig politisch aktiv waren.

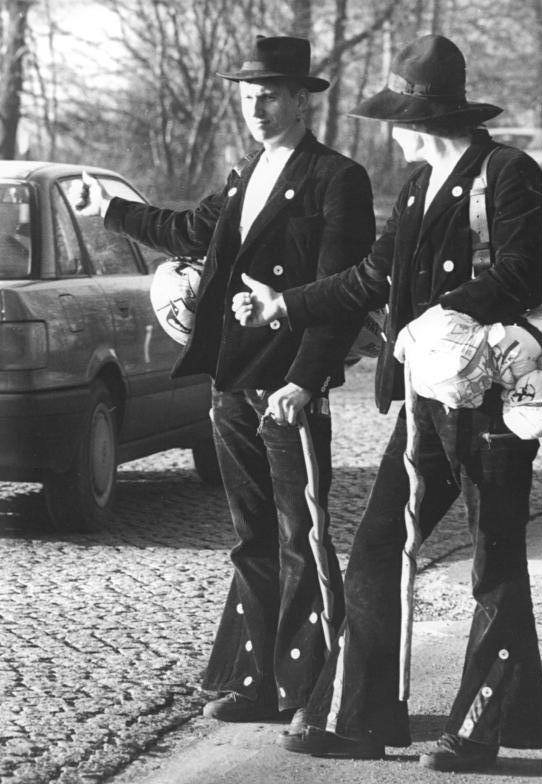
Zimmermänner auf der Walz: Fortführung langer Tramptradition 1990 in Erfurt

In anderen Ländern, wie z. B. in Irland oder Tschechien, ist das Trampen bis heute noch eine verbreitete Reiseform. Manchmal (aber nicht in den Ländern, wo das Trampen am gängigsten ist, wie gerade in Irland oder Tschechien) ist auch eine Beteiligung an den Fahrtkosten üblich. In Rumänien geben Tramper dem Fahrer als eine Geste der Freundlichkeit ein bisschen Geld, was heutzutage in keinem Verhältnis mehr zu Transportpreisen von Zug oder Bus steht. In Zentralasien ist es sogar die Regel, dass Autofahrer durch die Mitnahme von Fahrgästen etwas dazuverdienen. In Kuba ist das Trampen gesetzlich vorgeschrieben. Das heißt, dass einheimische Autofahrer verpflichtet sind, Tramper mitzunehmen, da die Automobile nicht den einzelnen Menschen, sondern der Gesellschaft gehören.
Die Deutsche Autostop Gesellschaft Abgefahren e. V. erregte im August 2007 reges Medieninteresse. Der Verein will das Trampen vom Hippie-Mief mit Hilfe des Internets befreien und wieder populärer machen. Er unterstützt diverse Projekte rund um das Thema Trampen und veranstaltet regelmäßig Trampertreffen in Deutschland sowie seit 2008 eine jährliche deutsche Trampermeisterschaft.
Der Roboter Hitchbot trampte u. a. 2014 durch Kanada. Da er sich nicht selbständig bewegen konnte, war er auf die Kooperation von Autofahrern angewiesen, um seine Ziele zu erreichen.

## Trampkultur

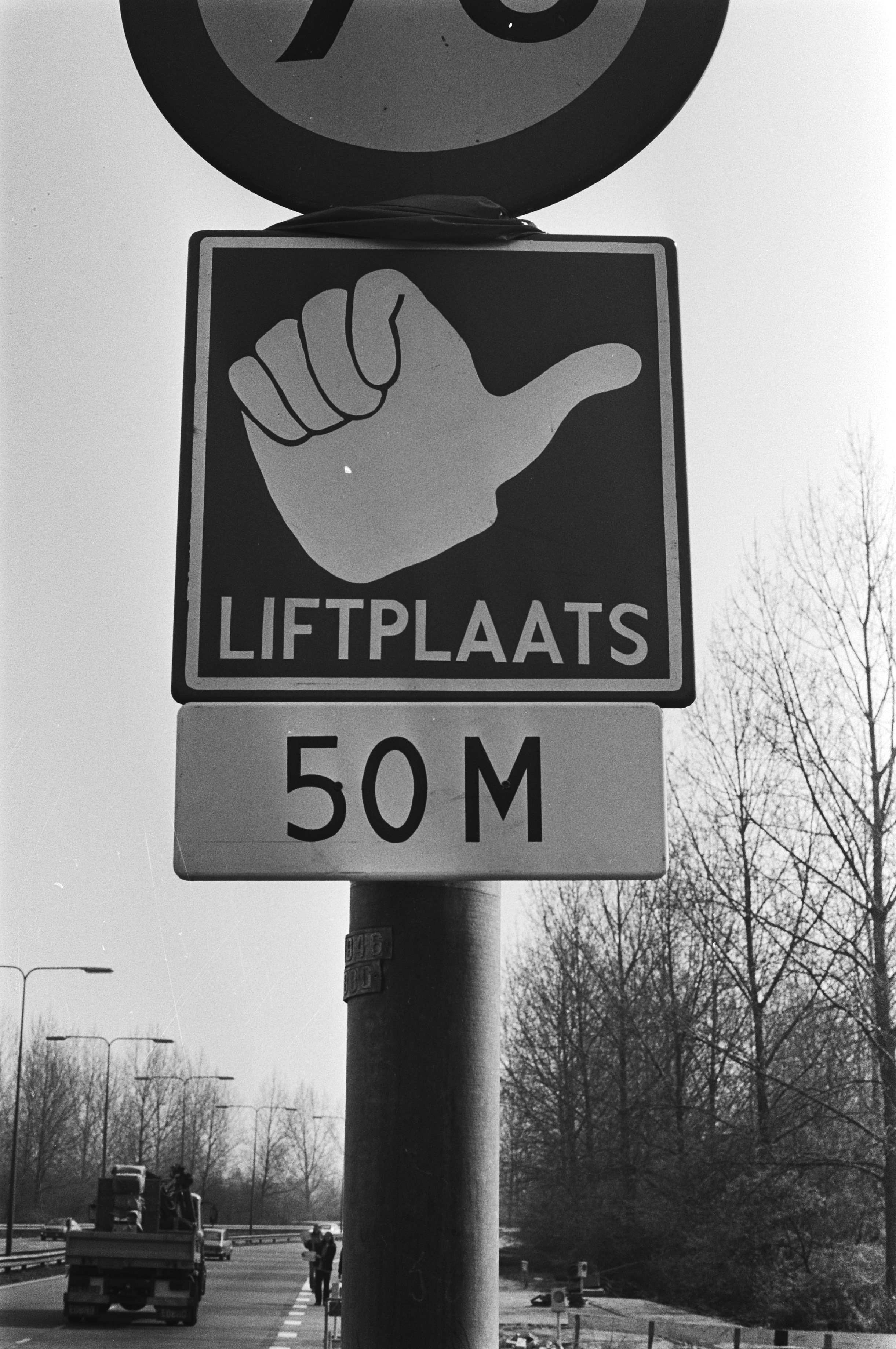
„Liftplaats“ in 50 Meter. Straßenschild in den Niederlanden, 1981

In Europa gibt es heute eine Vielzahl an Gruppierungen, die sich mit der Förderung des Trampens und auch der Organisation von Rennen, Reisen und Treffen beschäftigen. Auf Internetseiten, teilweise in Wiki-Form, werden Tipps und Tricks zum Trampen an sich oder zu speziellen, zum Ein- und Aussteigen geeigneten Orten gesammelt.

## Kommerzielle mediale Nutzung
In mehreren europäischen Ländern wurde eine Reality-TV-Programmreihe namens Peking Express ausgestrahlt, in der sich die von der Kamera begleiteten Teilnehmer schnellstmöglich als Tramper von Europa nach Asien bewegen sollen und ohne lokale Sprachkenntnisse und Wörterbücher auskommen mussten. Dabei mussten sie auch Unterkunft und Essen kostenlos organisieren.
Der Name des Science-Fiction-Roman Per Anhalter durch die Galaxis spielt auf das Trampen im Weltraum an. In ihm gelangen die Hauptfiguren Arthur und sein Freund Ford nach der Zerstörung der Erde durch das Ausstrecken des Daumens von Ford auf ein außerirdisches Raumschiff und sie erleben von dort an mehrere Abenteuer im Weltraum und versuchen die Zukunft der Menschheit zu retten.